# Buslijn 470 (Zuid-Holland Noord)
Buslijn 470 van Qbuzz is een 26 kilometer lange lijn en draagt de huisstijl R-net. De lijn rijdt in de noordelijke helft van het Groene Hart, in de Nederlandse provincies Zuid-Holland en Noord-Holland.

## Route
De lijn rijdt vanuit Alphen aan den Rijn (station) via de Prins Bernhardlaan en de Eisenhowerlaan naar de N207. De lijn volgt daarna de N207 via de plaatsen Woubrugge, Rijnsaterwoude, Leimuiden tot de A4. Tussen Alphen aan den Rijn-Noord en de aansluiting met de A4 heeft de lijn beschikking over busstroken. Na Leimuiden-Noord volgt de lijn de route van de A4. In de richting Alphen aan den Rijn → Schiphol heeft de lijn de beschikking over een busbaan tussen de N207 en de oprit naar verzorgingsplaats Den Ruygen Hoek (Hoofddorp), in de andere richting niet. Na de verzorgingsplaats volgt de buslijn de A4 tot de N201, waar een aansluiting is op de Zuidtangent-busbaan. De buslijn volgt deze busbaan tot Schiphol (Airport).

## Geschiedenis

### Voorgeschiedenis
De lijn vindt zijn oorsprong in de op 1 september 1975 door CN ingestelde spitssneldienst 97 die reed van Alphen aan den Rijn via Schiphol naar Amsterdam Buitenveldert (de Boelelaan/Buitenveldertselaan). Deze lijn was ingesteld als spitsversterking van lijn 45.
Vanaf 1980 begon CN systematisch de lijnnummers te verhogen om doublures binnen Amsterdam te voorkomen; lijn 97 werd op 1 juni 1981 vernummerd in lijn 197 en later opgewaardeerd tot daglijn en verlegd naar het Haarlemmermeerstation later Marnixstraat. In 1994 werd CN opgedeeld (feitelijk teruggesplitst) in NZH en Midnet; lijn 197 was voortaan een NZH-lijn. Na de opgang van NZH en Midnet in Connexxion, en de komst van lijn 370 bleef de lijn rijden tussen Leimuiden, Schiphol en Amsterdam. In 2003 werd de lijn opgeheven en deels vervangen door GVB buslijn 164. De voormalige sternet lijn 197 en nachtlijn N97 reed vrijwel dezelfde route als de eerdere lijn 197 en 370 tussen Schiphol en Amsterdam en is uitgegroeid tot een drukke en frequente vooral door toeristen gebruikte "airportshuttle" tussen Schiphol en het centrum van Amsterdam.

### Lijn 370

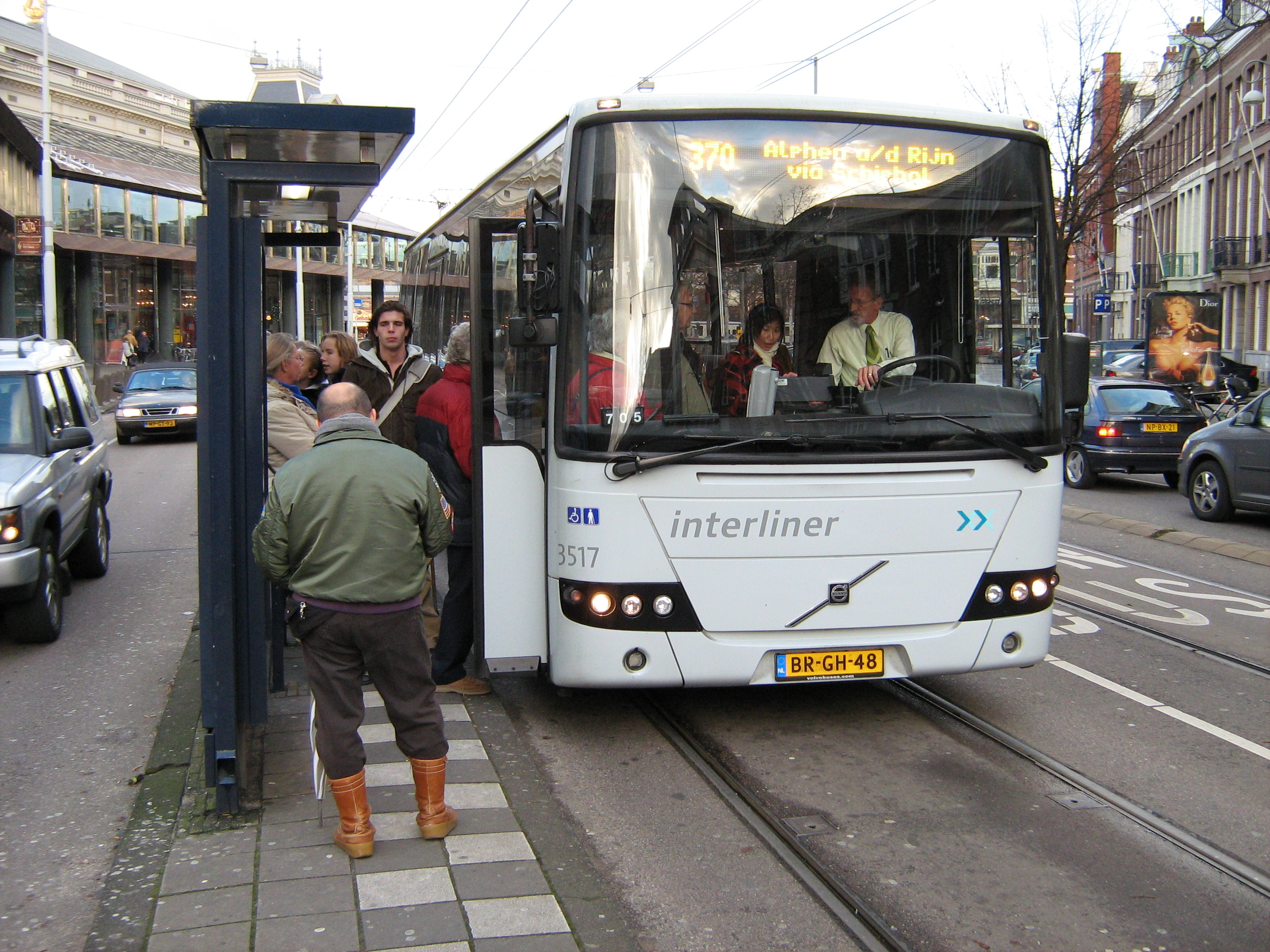
Een bus op de oude route in Amsterdam bij het Concertgebouw.

Lijn 370 werd in november 1994 ingesteld door de ZWN-Groep, en was een van de oorspronkelijke lijnen van het Interliner-netwerk. De lijn liep van station Alphen aan den Rijn naar Amsterdam Marnixstraat. Reizigers die geen gebruik wenste te maken van de (duurdere) interlinerverbinding konden tussen Amsterdam en Leimuiden gebruik blijven maken van lijn 197 en naar Alphen aan den Rijn van andere lijnen. Ook verving de lijn de Shuttle-bus, een hoogwaardige busverbinding tussen Alphen aan den Rijn en Schiphol. Deze lijn bood de reizigers catering en kranten aan.
Vanaf mei 1999 werd de lijn geëxploiteerd door Connexxion, nadat de ZWN-Groep met Midnet, de NZH en (een deel van) Oostnet fuseerde.
Vanaf 1 januari 2005 maakte de lijn deel uit van de concessie Duin- en Bollenstreek/Leiden/Rijnstreek/Midden-Holland. Op die dag ging de concessie in, en werd de lijn een "Connexxion Interliner". De lijn maakte daardoor geen deel meer uit van het Interliner-netwerk. De grootste wijzigingen voor de reizigers waren nieuw materieel en de acceptatie van strippenkaarten.
Sinds december 2009 is de lijn ingekort tot het traject Alphen aan den Rijn (station) - Schiphol (Airport/Plaza), reizigers naar Amsterdam moeten sindsdien overstappen op Schiphol.
Op 9 december 2012 kreeg de lijn een nieuwe vervoerder: Arriva. De naam van de concessie werd veranderd van Duin- en Bollenstreek/Leiden/Rijnstreek/Midden-Holland in Zuid-Holland Noord. De lijn kreeg nieuw materieel en daarbij een nieuwe productnaam, genaamd Qliner en was onderdeel van het HOV-net. Bij de komst van Arriva werd het sterabonnement afgeschaft.

### Lijn 470
Op 10 december 2017 werd de lijn omgezet van Qliner 370 in buslijn 470 van R-net. Enkele haltes zijn vervallen, bijna alle andere haltes hebben een andere naam gekregen. Ook hebben de haltes een huisstijl van R-net gekregen.

#### Lijn 870/N70
Sinds 8 juli 2018 gingen de nachtritten van lijn 470 een extra stop maken bij het brugrestaurant boven de A4. Die ritten kregen sindsdien een andere lijnnummer, lijn 870. Met de overname van het busvervoer in Zuid-Holland Noord door Qbuzz is het lijnnummer gewijzigd naar N70.

## Materieel

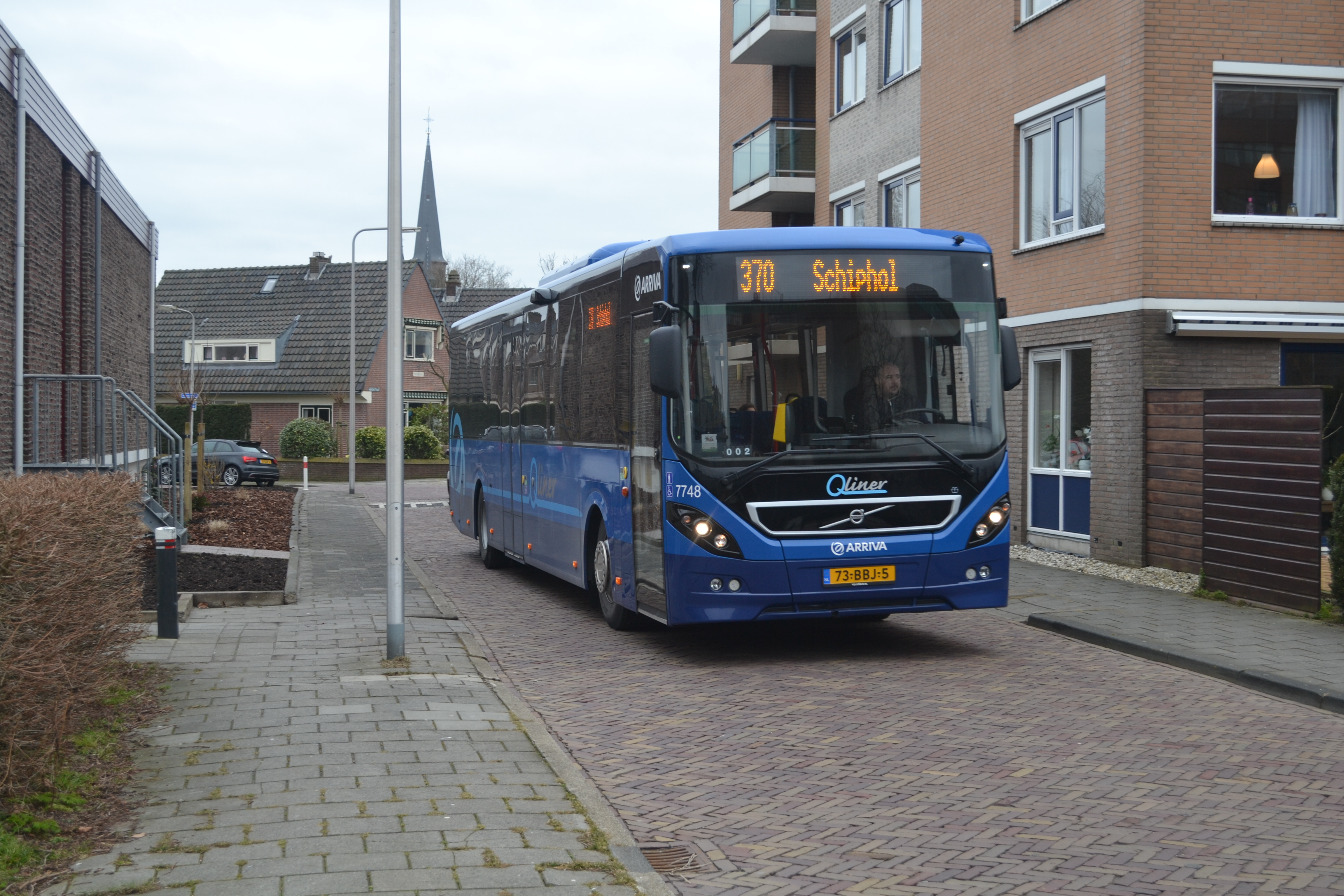
Een Volvo 8900 van Arriva als lijn 370 naar Schiphol

Tussen 1994 en 2005 werd de lijn bereden door bussen van de types Den Oudsten B89i, Berkhof Excellence 500NL en Berkhof Radial. Dit waren hogevloersbussen, welke door de ZWN-Groep in dienst zijn gesteld. Deze bussen zijn in 2005 buiten dienst gesteld door Connexxion vanwege hun ouderdom, en de eis van concessieverlener provincie Zuid-Holland om lagevloersbussen te gebruiken op de lijn.
Tussen 2005 en 2012 werd de lijn bereden door bussen van het type Volvo 8700. Dit waren, net als de andere bussen in de regio lagevloersbussen. Om de bussen qua comfort te onderscheiden van gewone bussen hadden de bussen luxueuzere stoelen, informatieschermen en gratis Sp!ts-kranten.
Van 2012 tot en met 2024 werd de lijn bereden door bussen van het type Volvo 8900. Deze bussen waren qua comfort te vergelijken met de Volvo 8700 bussen die voorheen door Connexxion werden ingezet. Een verschil waren de USB-aansluitingen om elektrische apparaten mee op te laden, een persoonlijk klaptafeltje, gratis internet via wifi en individuele airconditioning.
Sinds 15 december 2024 wordt de lijn bereden door bussen van het type Yutong U15. Deze bussen zijn qua comfort en passagiersvoorzieningen te vergelijken met de Volvo 8900 bussen die door Arriva werden ingezet.

## Frequentie
| Spits    | Spits (vakantie) | Dal    | Dal (vakantie) | Avond  | Zaterdag | Zondag | Nacht* |
| -------- | ---------------- | ------ | -------------- | ------ | -------- | ------ | ------ |
| 4-8x/uur | 4x/uur           | 4x/uur | 4x/uur         | 2x/uur | 2x/uur   | 2x/uur | 1x/uur |

*Als lijn N70.
De reistijd bedraagt 44 minuten in de spits, en 33 minuten in de daluren.

## Toekomst
De lijn is een drukbezette lijn, en vervoert bijna 500.000 reizigers op jaarbasis, die bij elkaar 8,5 miljoen kilometer afleggen met de lijn. De lijn voert over een van de drukste provinciale wegen binnen het Groene Hart, de N207. Deze weg kende een capaciteitstekort, hetgeen leidde tot files. Om de filedruk weg te nemen en buslijn 470 betrouwbaarder te maken, heeft de provincie Zuid-Holland besloten tot de aanleg van busstroken tussen Alphen aan den Rijn en de A4 ter hoogte van Leimuiden. Dit project is opgeleverd in het eerste kwartaal van 2018. Mede hierdoor is buslijn 470 onderdeel gaan uitmaken van het HOV-net Zuid-Holland Noord. Alle lijnen die onderdeel uitmaken van het HOV-net vallen onder R-net.